# Làmines de Pyrgi
Les làmines de Pirgi són tres làmines d'or amb inscripcions en etrusc i fenici. Van ser trobades en territori municipal de Pirgi, al costat del temple B del jaciment arqueològic, a prop de la ciutat de Caere (l'actual Cerveteri), i daten aproximadament de l'any 500 aC. En l'actualitat estan exposades al Museu Nacional Etrusc de Roma.

## Història
Foren descobertes el 8 de juliol del 1964, durant la campanya d'excavacions dirigida per Massimo Pallotino prop de Santa Severa, al jaciment arqueològic etrusc de Pirgi. Les restes que s'estudiaven eren les d'un dels ports de Caere Vetus, situades al sud-oest d'aquesta antiga ciutat, entre els segles VI aC i IV aC un dels més importants llocs d'escala comercial de la conca mediterrània; així mateix posseïa almenys dos santuaris de rellevància internacional: un temple de finals del segle vi aC dedicat a Uni i Astarté (denominat Temple B en l'àrea d'excavació) i un temple de la primera meitat del segle v aC dedicat a Thesan/Leucòtea (Temple A).
Les tres làmines, que mesuren al voltant d'uns 20 cm d'alt i uns 10 d'ample, van ser trobades a prop del Temple B i daten aproximadament de finals del s. VI aC o de començaments del s. V aC. Contenen un text en fenici i dos en etrusc, que donen testimoni de la consagració del temple a la dea fenícia Astarté o Uni en el text fenici. La cerimònia va ser realitzada per Thefarie Velianas, magistrat suprem de la ciutat de Caere. No són, però, dues expressions bilingües d'un mateix text, ja que presenten algunes diferències de contingut.
Els dos paràgrafs del text més llargs són: una làmina amb inscripcions en etrusc de 16 línies i 36 o 37 paraules i una altra de 10 línies en fenici i són, també, els que amb major similitud presenten alguna frase idèntica, però si el text en fenici ofereix la motivació de la consagració (Thefarie Velianas ret homenatge a la deessa per la seva posició al capdavant del govern de la ciutat), el fragment etrusc dona més importància a la cerimònia del culte. La tercera làmina, de 9 línies de text escrit en etrusc, resumeix breument la dedicatòria.
Sense arribar a comparar, per la imperfecta correspondència de contingut i per la seva clarament inferior extensió, amb la famosa pedra de Rosetta, que va permetre el desxiframent de gairebé tots els jeroglífics egipcis, les làmines de Pirgi han permès als estudiosos una comprensió parcial de la llengua etrusca.
Els textos en dues llengües constitueixen un document únic de les estretes relacions del poble etrusc mantingudes amb Cartago i de la influència d'aquesta última en Etrúria -amb un líder etrusc, Thefarie Velianas, afí als púnics en un intent de crear una xarxa antihel·lènica a la mar Tirrena- formant un context històric i lingüístic cap a altres textos coetanis probablement bilingües, com el primer tractat entre romans i cartaginesos signat en representació de la República Romana, pel cònsol Luci Juni Brutus en el 505 aC i esmentat per Polibi en el seu llibre Històries.
Pel que fa al text escrit en fenici, es va veure des d'un començament que es tractava d'una llengua semítica, concretament un dialecte canaanita molt proper i semblant a l'hebreu i relativament proper a l'arameu i a l'ugarític; per tant, no va caler un gran treball de desxifrat. Però mentre que la inscripció es podia llegir amb facilitat, hi havia alguns fragments de filologia incerta a més de complicacions de sintaxi i la presència de vocabulari desconegut, que van portar complicació a la traducció, cosa que va encetar un debat entre filòlegs semites i filòlegs clàssics.
Juntament a les làmines es van trobar restes de ceràmica amb inscripcions, les quals s'han fet servir com a suplement a la traducció.

## Contingut

### Primera làmina
| làmina 1 | etrusc | traducció |
|          | Ita tmia ica-c heramašva vat-ieχ-e Uni-al Astre-s, θem-iasa meχ θuta. Θefariei Velianas sal cluvenia-s tur-uc-e Muni-s ta-s θuva-s tamer-es ca ilacv-e tuler-as-e Nac ci avil χurvar, tešiam-ei tal-e, ilacv-e alš-as-e. Nac atran-es zilac-al, sel-ei tala acnaš-ver-s. Itan-i-m heramv-e, avil en-iac-a pulumχva. | Aquest temple és una prova sota la guia de Juno Astarte, havent creat el governant Tefariei Velianas/Tiberius Velianas, ha ofert en vot el lloc per instal·lar el monument. Amb el soterrament del sol es van satisfer les demandes dels estrangers en el tercer any, i la dels alsienencs [els de Caere] amb el guarniment d'estrelles daurades penjades del suport i així siguin els anys que duri l'edicle tant com estrelles hi ha. |

| làmina 1 | fenici | traducció |
|          | lrbt l'štrt 'Sr qds 'Z' š p'l w'š YTN tbry wln mlk'l kyšry byrħ zbħ Sms bmtn 'BBT wbn tw k'štrt 'rs bdy lmlky SNT SLS 3 by rh KRR bym QBR 'Lm wšnt lm'š' lm bbty SNT km hkkbm | A la senyora Astarte. Aquest és el lloc sagrat Que ha fet i que ha donat Tbry 'Wlnš [Thefarie Veelianas/Tiberius Velines], regnant a Kysry' [Caere] En el mes del sacrifici a Shemesh [déu sol], com a ofrena al santuari. I ell ha construït l'edicle perquè Astarte ha demanat per mitjà d'ell que regnés tres anys, Al mes de KRR, en el dia del sepeli de la divinitat. I els anys del lloc sagrat donat a la divinitat En el santuari d'ella són tants anys com [tenen] les estrelles |

### Segona làmina
| làmina 2 | etrusc | traducció |
|          | Ita tmia ica-c heramašva vat-ieχ-e Uni-al Astre-s, θem-iasa meχ θuta Θefariei Velianas sal cluvenia-s tur-uc-e Muni-s ta-s θuva-s tamer-es ca ilacv-e tuler-as-e. Nac ci avil χurvar, tešiam-ei tal-e, ilacv-e alš-as-e. Nac atran-es zilac-al, sel-ei tala acnaš-ver-s. Itan-i-m heramv-e, avil en-iac-a pulumχva | Aquest temple i aquest ídol d'Hermes estan dedicats a Uni-Astarte, construïts per la família de Tiberius Velianas, que han oferit el bell edicle en aquest sepulcre de la seva propietat, fou guarnida amb ídols per aquest sacerdot. Per tres anys [en el mes de] Xuvar, se li han ofert sacrificis, i [fou] sebollit amb ídols. Durant el regnat del començament, en les mans d'ell i amb aquest ídol d'Hermes, els anys duraran tant com les estrelles. |

| làmina 2 | fenici | traducció |
|          | Nac Θefarie Veliiunas θam-uc-e cleva etan-al Masan tiur, Uni-as šel-ac-e. Vacal tmia-l avilχva-l am-uc-e pulumχva snuia-φ. | El gran Tefarie Veliiunas ha establert el pacte [d'aliança amb Cartago] amb el qual ha renovat les condicions de la nació. El ritu del temple s'ha fet a finals d'any. Amb el segell s'indica l'aliança futura. |

### Tercera làmina
| làmina 3 | etrusc | traducció |
|          | Nac Θefarie Veliiunas θam-uc-e cleva etan-al Masan tiur, Uni-as šel-ac-e. Vacal tmia-l avilχva-l am-uc-e pulumχva snuia-φ. | Quan Thefarie Veelianas va construir l'estàtua va construir l'estàtua del santuari al mes de Masan, Uni fou complaguda. Els vots del temple seran tants anys com les estrelles. |